# Chris Minns
Christopher John Minns, dit Chris Minns, né le 17 septembre 1979 à Paddington (Sydney), est un homme politique australien, membre du Parti travailliste. Il est Premier ministre de la Nouvelle-Galles du Sud depuis le 28 mars 2023.

## Biographie
Chris Minns est député à l'Assemblée législative de Nouvelle-Galles du Sud du district électoral de Kogarah, à Sydney, à l'ouest de Botany Bay, depuis 2015. Il devient chef du Parti travailliste en Nouvelle-Galles du Sud en 2021 et est ainsi chef de l'opposition jusqu'en 2023.
Le Parti travailliste de Chris Minns remporte les élections de 2023, battant le Parti libéral du Premier ministre sortant Dominic Perrottet, ce qui marque la fin de douze ans de gouvernement de la coalition libérale-nationale. Le Parti travailliste est désormais au pouvoir à la fois au niveau fédéral et dans tous les États et territoires du pays, à l'exception de la Tasmanie. Il prend ses fonctions le 28 mars.